# شيخوخة روسيا

توقعات الهرم السكاني لروسيا من عام 2020 إلى عام 2100

منذ بداية التسعينيات، أدت التغيرات الاجتماعية والديموغرافية في الاتحاد الروسي، الناجمة عن الاتحاد السوفيتي، إلى دفع البلاد نحو شيخوخة السكان، والتي غالبًا ما توصف في وسائل الإعلام بأنها "أزمة ديموغرافية".

## التاريخ

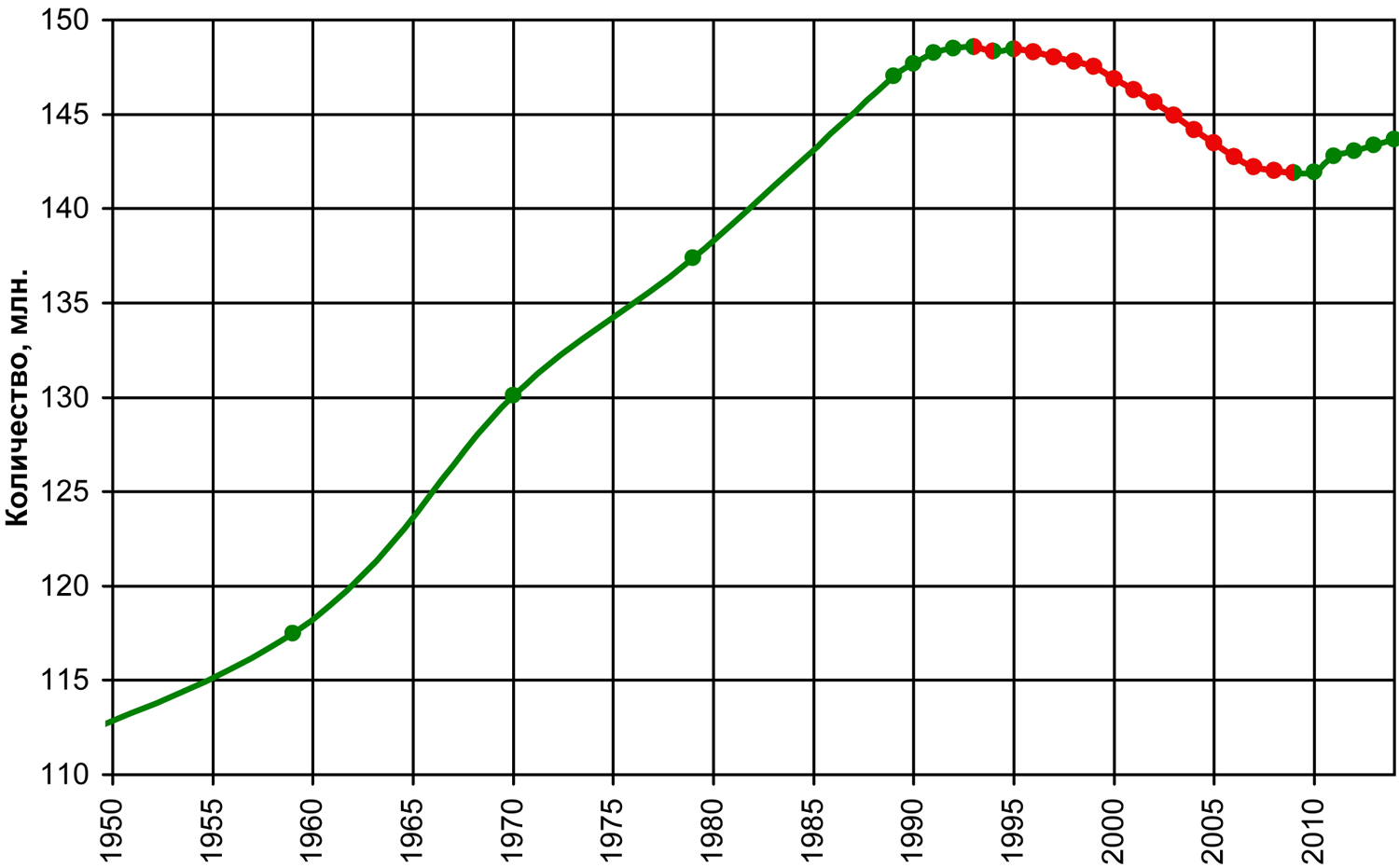
إجمالي عدد سكان روسيا 1950-2010

### في المجال الاقتصادي
للأزمة الديموغرافية تأثير اقتصادي إيجابي على المرحلة الثانية من الهيكل العمري المتغير للسكان (نسبة متوسط الجيل في سن العمل تصل إلى الحد الأقصى عند نسبة صغيرة نسبيا من الشباب وكبار السن) وتأثير اقتصادي سلبي على المرحلة الثالثة مرحلة تغير الهيكل العمري للسكان (عندما تكون نسبة الجيل الأكبر سنا هي الحد الأقصى مع حصة صغيرة نسبيا من الجيل الأصغر سنا والجيل المتوسط). بحلول عام 2025، سوف تعاني روسيا من نقص في العمالة.
مع انخفاض معدل الخصوبة، يزداد العبء على السكان العاملين لأنه يتعين على كل عامل دعم المزيد من المتقاعدين.

#### الشيخوخة الديموغرافية للسكان
كانت روسيا في نهاية القرن التاسع عشر دولة ذات تعداد سكاني شاب: حيث تجاوز عدد الأطفال عدد كبار السن بشكل ملحوظ. حتى عام 1938، ظل سكان الاتحاد السوفيتي "شبابًا ديموغرافيًا"، ولكن في وقت لاحق، منذ عام 1959، بدأت الشيخوخة الديموغرافية: بدأت نسبة الشباب في الانخفاض، ونسبة كبار السن - في الزيادة، والذي كان نتيجة لانخفاض الخصوبة. ولم تكن هذه حالة فريدة بالنسبة لروسيا، فقد تم الشعور بمثل هذه القضايا في العديد من البلدان المتقدمة وبشكل متزايد في العديد من البلدان النامية أيضًا.

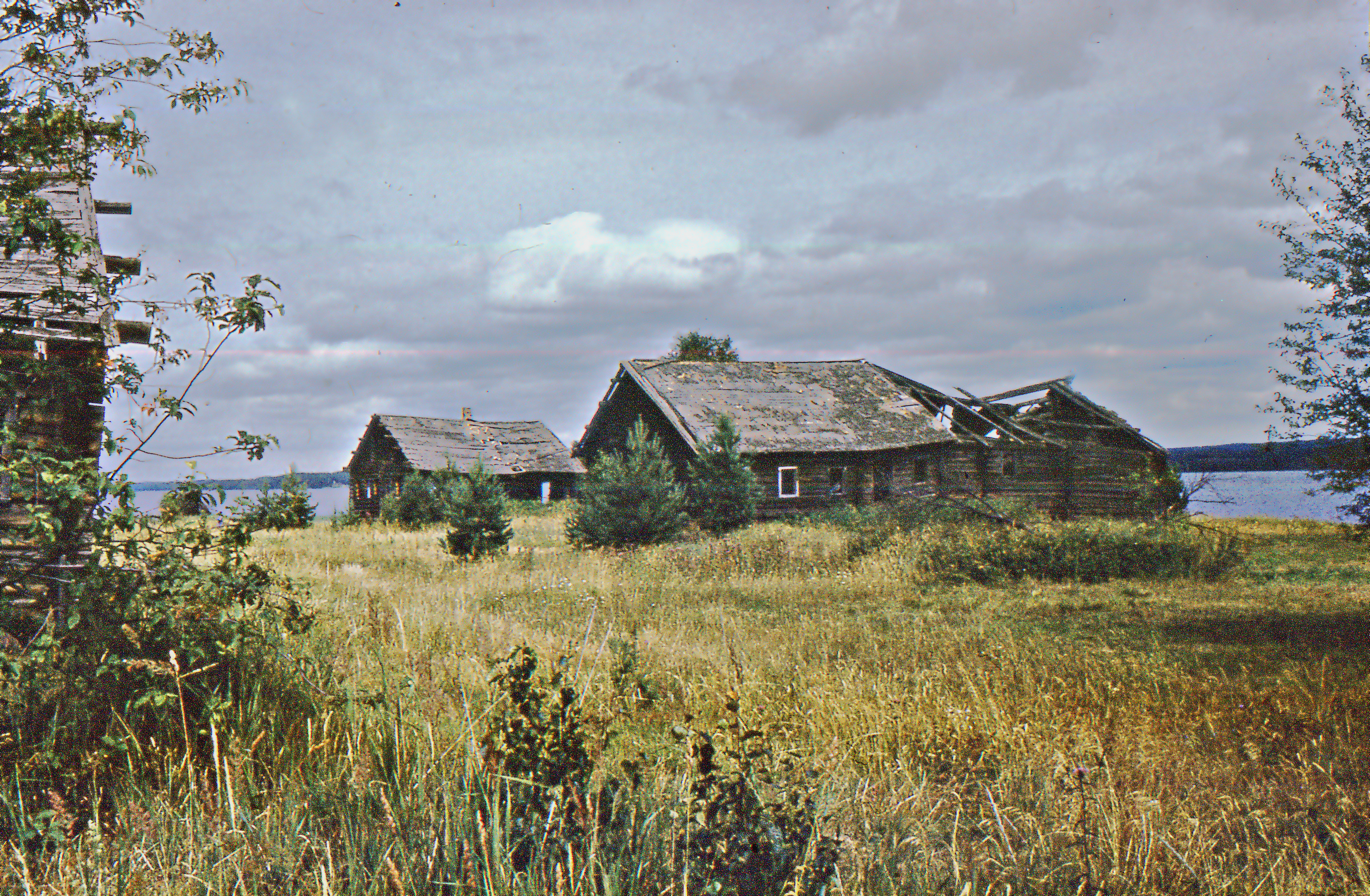
تنتشر آلاف القرى المهجورة في جميع أنحاء روسيا.

حاليًا، تبلغ نسبة الأشخاص الذين تبلغ أعمارهم 65 عامًا فما فوق من سكان روسيا 13٪. وفقًا لتوقعات الأكاديمية الروسية للعلوم منذ أوائل العقد الأول من القرن الحادي والعشرين، في عام 2016، كان كبار السن الذين تزيد أعمارهم عن 60 عامًا يمثلون 20% من الروس، وكان الأطفال حتى سن 15 عامًا يمثلون 17% فقط. ومع ذلك، في روسيا، على عكس البلدان الأخرى، فإن الشيخوخة محدودة بسبب ارتفاع معدل الوفيات بين كبار السن.

#### الاتجاهات السكانية 2015-إلى الوقت الحاضر

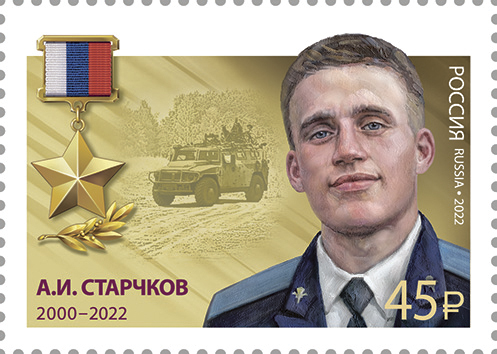
مقتل جندي روسي في أوكرانيا. أدت الحرب في أوكرانيا إلى تفاقم الأزمة الديموغرافية في روسيا.

ومع ذلك، في عام 2020، تم الإبلاغ عن معدلات وفيات تزيد عن 500000 شخص بسبب جائحة فيروس كورونا وإجمالي 700000 حالة وفاة منذ بداية الوباء. وبمقارنة العامين، تشير التقديرات إلى أن عام 2021 سيكون له تأثير أقل على معدلات الوفيات ولكنه لا يزال يتجاوز متوسط معدلات المواليد. تم الإعلان عن خطة الرئيس فلاديمير بوتين لقلب الركود في عام 2017 استجابةً للاتجاه الهبوطي. لكن الخطة ساعدت جزئيًا فقط في أزمتهم الديموغرافية وأعاقها الوباء، على الرغم من ظهور علامات التعافي.
انخفض عدد السكان الطبيعي بمقدار 997000 بين أكتوبر 2020 وسبتمبر 2021 (الفرق بين عدد المواليد وعدد الوفيات خلال فترة ما). وقد بلغ معدل الوفيات الطبيعية في يناير 2020 و2021 و2022 ضعف معدل المواليد الطبيعي تقريبًا.
في أعقاب الغزو الروسي لأوكرانيا في عام 2022، تفاقمت الأزمة الديموغرافية في البلاد، حيث أفادت التقارير أن البلاد عانت من عدد كبير من الوفيات العسكرية بينما تواجه تجدد هجرة الأدمغة وهروب رأس المال البشري بسبب العقوبات الجماعية والمقاطعة الغربية. ويتوقع العديد من المعلقين أن الوضع سيكون أسوأ مما كان عليه في التسعينيات.
في مارس 2023، ذكرت صحيفة ذي إيكونوميست أنه "على مدى السنوات الثلاث الماضية، فقدت البلاد حوالي مليوني شخص أكثر مما كانت ستفعله في العادة، نتيجة للحرب [في أوكرانيا] والمرض والنزوح الجماعي".
وفقًا للخبير الاقتصادي الروسي ألكسندر إيساكوف، "إن عدد سكان روسيا آخذ في الانخفاض وستؤدي الحرب إلى انخفاضه بشكل أكبر. الأسباب؟ الهجرة وانخفاض الخصوبة والخسائر المرتبطة بالحرب". وأشار الصحفي الروسي أندريه كولسنيكوف إلى "أننا نشهد ظاهرة روسيا". لقد واجهت مرات عديدة: موجة تلو موجة من الحروب والقمع الذي يستنزف الموارد البشرية."
وتتوقع الأمم المتحدة أن يستمر الانخفاض الذي بدأ عام 2021، وإذا استمرت الظروف الديموغرافية الحالية، فسيصل عدد سكان روسيا إلى 120 مليون نسمة في خمسين عامًا، أي بانخفاض قدره حوالي 17%.